# أسعد الميهني
أسعد الميهني (461 - 527 هـ / 1069 - 1123 م) فقيه شافعي.
هو مجد الدين أبو الفتح أسعد بن أبي نصر بن الفضل الميهني الشافعي. تفقه بمرو، ورحل إلى غزنة، وتوفي بهمذان.
من آثاره: تعليقة في الفقه والخلاف.